# Concilio Vaticano I
El Concilio Vaticano I fue el primer concilio celebrado en la Ciudad del Vaticano. Convocado por el papa Pío IX en 1869 para enfrentar al racionalismo y al galicanismo. En este Concilio se aprobó como dogma de fe la doctrina de la infalibilidad del papa. Tuvo cuatro sesiones:
1. Primera sesión: celebrada el 8 de diciembre de 1869 con el decreto de apertura del concilio.
2. Segunda sesión: celebrada el 6 de enero de 1870 con la profesión de fe.
3. Tercera sesión: celebrada el 24 de abril de 1870, donde se aprobó la constitución fogmática Dei Filius sobre la fe católica.
4. Cuarta sesión: celebrada el 18 de julio de 1870, que concluyó con la aprobación de la constitución dogmática Pastor Aeternus sobre la Iglesia de Cristo que declara el dogma de la infalibilidad papal.

El concilio fue suspendido por Pío IX el 20 de octubre de 1870, después de que se hubiera consumado la unión a Italia de los Estados Pontificios.

## Antecedentes
En un principio, no parecía necesario un nuevo concilio para afrontar asuntos no tratados en el anterior Concilio de Trento, por lo que, cuando Pío IX anunció su intención de celebrar un concilio, causó sorpresa y hasta extrañeza. El 8 de diciembre de 1864 el papa, al concluir una reunión de la Congregación de ritos, hizo salir a quienes no eran cardenales y preguntó a estos sobre la posibilidad de convocar un concilio: 15 de 21 se manifestaron a favor. Luego hizo una consulta a todos los cardenales y a 36 obispos.
La situación de los Estados Pontificios en ese período no era la mejor y varios cardenales mostraron sus dudas sobre la oportunidad de la celebración de un concilio. Sin embargo, otros —como el cardenal Reisach, el entonces obispo Manning y el obispo Dupanloup—, apoyaron la iniciativa. El papa Pío IX anunció públicamente su intención de convocar un concilio el 26 de junio de 1867 e hizo la convocatoria oficial el 29 de junio de 1868 con la bula Aeterni Patris. Al momento se crearon cinco comisiones que comenzaron la preparación de los esquemas para los documentos y a consultar los temas que debían tratarse. Las áreas de las cinco comisiones eran: doctrina, disciplina, vida religiosa, misiones y Oriente, y los temas político-religiosos. Al inicio estas comisiones estaban formadas solo por clérigos de Roma, pero luego, debido a las quejas que esta decisión hizo surgir, se varió su composición e incorporaron a los más ilustres teólogos del tiempo con algunas excepciones importantes como Newman y Döllinger. Al concluir sus trabajos, estas comisiones habían elaborado cincuenta esquemas bastante heterogéneos. Al P. Hefele le fue confiada la elaboración de un reglamento para el concilio que fue publicado a fines de noviembre de 1869.
Desde el inicio, Pío IX a través de La Civiltà Cattolica buscó crear gran expectación sobre el tema de la infalibilidad pontificia, doctrina que debía reforzar la autoridad del papa. De hecho, se publicó una nota anónima en la revista de los jesuitas que sobre el tema se expresaba en los siguientes términos:

Nessuno però si dissimula che il Sommo Pontefice, per un sentimento di augusta riserbatezza, non voglia da per sé prendere l'iniziativa d'una proposizione che sembra riferirsi a lui direttamente. Ma si spera che la manifestazione unanime dello Spirito Santo, per la bocca dei Padri del futuro Concilio ecumenico, la definirà per acclamazione.
Sin embargo, nadie oculta que el Sumo Pontífice, por un sentimiento de augusta reserva, no quiere por sí solo tomar la iniciativa de una proposición que parece referirse directamente a él. Pero se espera que la manifestación unánime del Espíritu Santo, por boca de los Padres del futuro Concilio Ecuménico, lo defina por aclamación.
La Civiltà Cattolica (1868)

Esta intervención caldeó los ánimos y generó fuertes polémicas así como diversos casos de contestación incluso antes de la celebración del concilio.  Así 14 de los 20 obispos alemanes reunidos en Fulda en septiembre de 1869 redactaron una nota que enviaron al papa en la que solicitaban que el tema de la infalibilidad no se tratase. También causó fuertes debates la idea de que el concilio apoyara y promoviera la acción contra los así llamados «errores modernos» que el papa Pío IX venía haciendo, y suscribiera el syllabus.

## Desarrollo

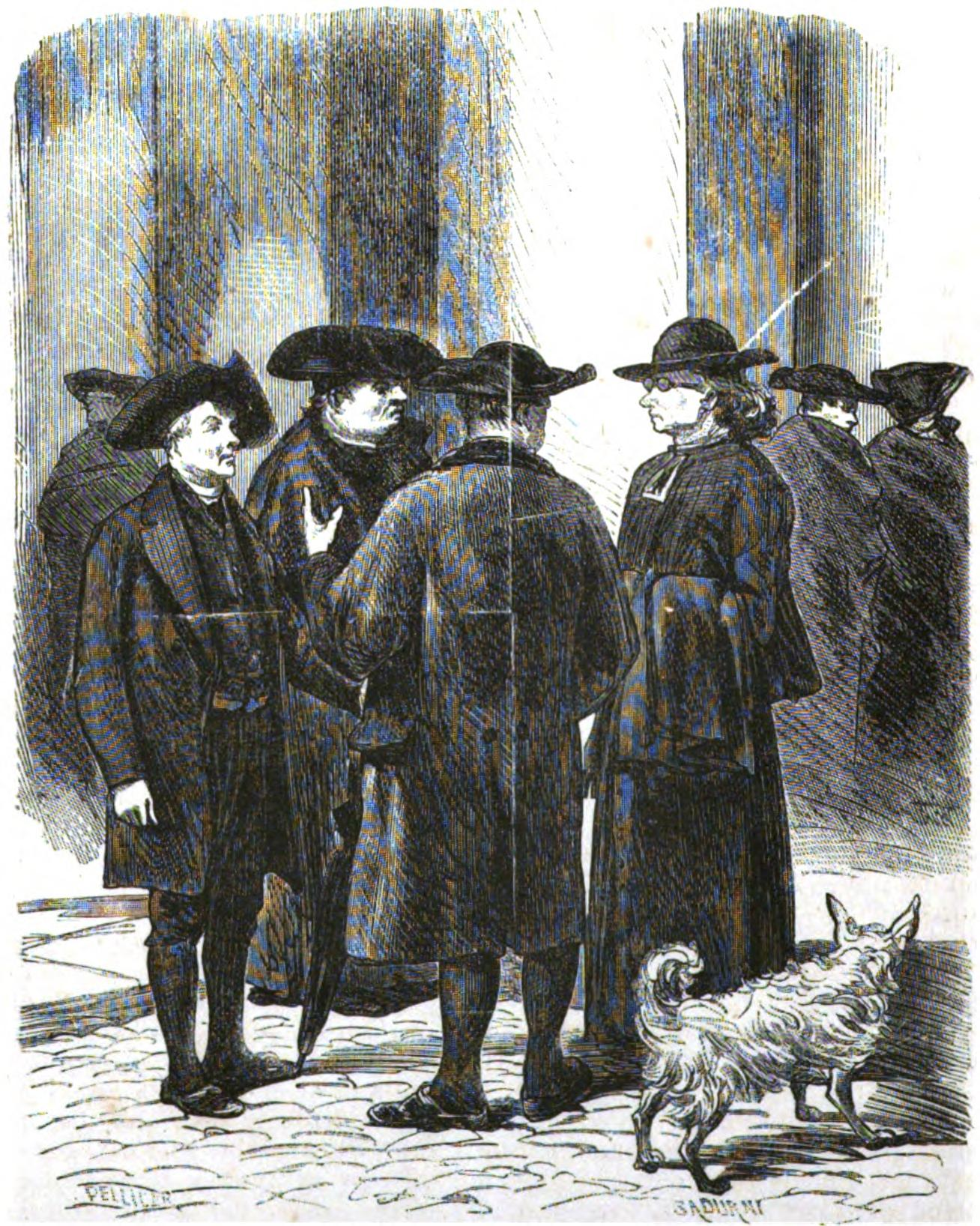
Eclesiásticos de varios países reunidos en Roma con motivo del Concilio.

Los trabajos del concilio comenzaron el 8 de diciembre de 1869. A diferencia de los concilios generales anteriores, los jefes de Estado no fueron invitados a participar y solo los obispos, los superiores generales de órdenes religiosas y monásticas y los abades nullius gozaban de voto deliberativo. Se invitó a participar a los jerarcas de la Iglesia ortodoxa (por medio del breve Arcano divinae Providentiae consilio) y a los líderes de denominaciones protestantes (por medio de la carta Iam vos omnes), pero ambos rechazaron la invitación alegando que la forma usada para ello los denigraba.
El reglamento no consideraba la posibilidad de largas discusiones sobre los esquemas ni la posibilidad de que hubiera una gran cantidad de votos negativos a las propuestas preelaboradas. 
Al comienzo, el programa de temas a tratar era muy extenso. Preponderó la necesidad de hablar más de la Iglesia. También era necesario hablar de la relación entre fe y razón por ser un tema relevante en tiempos de la ilustración y el desafío que esto suponía para la Iglesia, al igual que otras teorías científicas como el evolucionismo, que parecían cuestionar las doctrinas cristianas tradicionales. Otro tema a tratar eran las grandes misiones católicas de la época.
El 10 de diciembre se indicó la composición de la diputación de postulados, encargada de recibir las propuestas de temas a tratar por el concilio. El 14 de diciembre comenzaron las votaciones para fijar las comisiones de trabajo. El 28 de diciembre comenzó la discusión del esquema doctrinal elaborado por el P. J.B. Franzelin y que fue ásperamente criticado por su carácter demasiado académico, impropio de un concilio. Desde el 6 de enero se discutieron otros esquemas como el relativo a los obispos y al clero diocesano así como el que proponía la elaboración de un nuevo y único catecismo. Todos fueron rechazados y volvieron a sus respectivas diputaciones sin que para el 22 de febrero nada hubiese sido aprobado.
Durante el concilio y visto el tenor de las discusiones, se hizo necesario cambiar el reglamento para adaptarlo a la posibilidad de mayor libertad a la hora de rechazar y ampliar los documentos propuestos por las comisiones preparatorias. Así las discusiones se centraron rápidamente en los dos temas principales: la infalibilidad pontificia y las relaciones entre fe y razón.

### Infalibilidad
Como se ha mencionado, ya en los meses anteriores al inicio del concilio las discusiones sobre el tema de la infalibilidad se hicieron fuertes. Döllinger y Dupanloup se oponían abiertamente. Henry Maret desde la Sorbona hablaba de una infalibilidad del papa en unión con los obispos, etc. La preocupación de algunos sectores de la Iglesia católica creció cuando el 1 de febrero de 1869 la Civiltà Cattolica publicó un artículo en el que se mencionaba la posibilidad, deseada, de que la doctrina sobre la infalibilidad del papa fuera declarada por aclamación durante el concilio. Había oposición sea por considerar tal dogma inadmisible, sea por inoportuno, sea también porque una declaración en esos términos no podría explicar con la fineza teológica necesaria el alcance del dogma.
En ese contexto, Döllinger —con el pseudónimo de Janus— publicó una serie de artículos donde no solo criticaba el posible dogma de la infalibilidad pontificia sino también se oponía al primado de jurisdicción papal. La respuesta llegó de parte de un historiador, Joseph Hergenröther pero los debates se agriaban con el pasar del tiempo y lograban el efecto contrario: dado que el tema había llegado a ser tan discutido, era inevitable que el concilio se ocupase de él.
En el concilio el grupo contra la infalibilidad estaba compuesto por los obispos de Austria-Hungría, mayoría de los de Alemania y el 40 % de los de Francia. Estos se organizaron y formaban más o menos un quinto de los padres conciliares. Los a favor eran los obispos de Estados Unidos e Italia, con algunos nombres conocidos como Manning, Dechamps y Senestrey, obispo de Ratisbona. El papa al ver estas dificultades decidió retirar del esquema sobre la Iglesia católica cualquier mención al tema de la infalibilidad, pero los obispos lo convencieron de añadirlo en marzo de 1870. Así se presentó a discusión el que iba a ser el capítulo XI del esquema sobre la Iglesia y que a petición de la mayoría (con algunas excepciones importantes como el Card. Bilio y el Card. Corsi) fue el primero en tratarse en aula. Entonces se hizo una nueva redacción del capítulo, más amplio (llegaron a ser cuatro capítulos: institución del primado, perennidad del primado, el primado de jurisdicción y la infalibilidad) y con vistas a publicarlo como una constitución independiente. También se adaptó la normativa del concilio permitiendo que los documentos fueran aprobados por mayoría simple y no por la unanimidad tradicional, lo cual generó nuevas discusiones dentro y fuera del concilio.
Las discusiones, por orden del papa, debían mantenerse en secreto pero de todos modos iba saliendo información a la opinión pública debido a la expectación y a la ausencia de comunicados oficiales. Entonces, las discusiones sobre la infalibilidad llegaron a los medios de comunicación masivos. Louis Veuillot y los redactores de la Civiltà Cattolica se pusieron a favor de la infalibilidad. Dupanloup, Gratry y Döllinger seguían sus publicaciones de naturaleza histórica y dogmática contra la infalibilidad. En realidad se trataba de tres grupos: los contrarios al dogma en cuanto tal, los que no lo consideraban oportuno y los que estaban a favor del dogma.
Por otro lado, se supo que el esquema sobre la Iglesia católica retomaba y confirmaba las enseñanzas de los católicos en relación con los dos poderes, espiritual y temporal, sin considerar el cambio de las estructuras políticas y sociales de Europa. Esto generó una serie de protestas por parte de los gobiernos de Austria y Francia. 
Sin embargo, las discusiones más ásperas seguían siendo las relativas al capítulo sobre la infalibilidad. Desde 13 de mayo al 6 de junio se discutió sobre el documento completo sin llegar a ningún consenso aunque sí se lograra en relación con el primado de jurisdicción. Los miembros de la comisión explicaron a los padres conciliares que el dogma de la infalibilidad se contenía en la reflexión sobre la Iglesia católica y que no era algo «personal» del papa sino en vistas a su función dentro de ella. Luego se comenzó a discutir, hasta el 13 de julio sobre cada parte del documento. El papa Pío IX manifestó a sus colaboradores que buscaba una definición extensa que no solo tuviera en cuenta las definiciones pontificias ex cathedra y contaba con el apoyo de jesuitas y del Card. Manning. Pero la asamblea conciliar se opuso a esto y se discutió solo si sería necesario el consenso explícito de los obispos para que una decisión papal fuera infalible. 
Finalmente el 13 de julio se votó la constitución. Los resultados fueron:
- 451 placet
- 88 non placet
- 62 placet iuxta modum
- 50 no se presentaron

La discusión sobre la necesidad del consenso de los obispos se prolongó con diversas vicisitudes. Varios obispos se presentaron al papa para pedirle que cediera en este punto pero no obtuvieron respuesta favorable. Entonces unos días antes de la votación definitiva, 55 padres conciliares enviaron una carta al papa comunicándole su decisión de no participar en esa sesión: estos obispos se retiraron inmediatamente de Roma. El 18 de julio se votó la constitución y obtuvo 533 votos a favor de 535 aun cuando fue solicitado el cambio del título del capítulo y de De Romani Pontificis infallibilitate quedó en De Romani Pontificis infallibili magisterio. El texto finalmente aprobado sobre la infalibilidad es el siguiente:

Por esto, adhiriéndonos fielmente a la tradición recibida de los inicios de la fe cristiana, para gloria de Dios nuestro salvador, exaltación de la religión católica y salvación del pueblo cristiano, con la aprobación del Sagrado Concilio, enseñamos y definimos como dogma divinamente revelado que: El Romano Pontífice, cuando habla ex cathedra, esto es, cuando en el ejercicio de su oficio de pastor y maestro de todos los cristianos, en virtud de su suprema autoridad apostólica, define una doctrina de fe o costumbres como que debe ser sostenida por toda la Iglesia, posee, por la asistencia divina que le fue prometida en el bienaventurado Pedro, aquella infalibilidad de la que el divino Redentor quiso que gozara su Iglesia en la definición de la doctrina de fe y costumbres. Por esto, dichas definiciones del Romano Pontífice son en sí mismas, y no por el consentimiento de la Iglesia, irreformables.
Pastor Aeternus, c. 4

### Fe y razón
A fines del mes de diciembre de 1869 se discutió la condena al racionalismo. El esquema propuesto, que había sido redactado por los padres Franzelin y Clement Schrader, fue rechazado. Entonces se encargó a otros sacerdotes, los padres Kleutgen y Dechamps la elaboración de un nuevo esquema llamado De fide catholica. La discusión se prolongó hasta el 6 de abril de 1870 y se aprobó la Constitución Dei Filius seis días después. 
En ella se afirma que la razón, por sí sola, puede conocer con certeza la existencia de Dios y algunos de sus atributos, pero que las fuerzas naturales de la razón son insuficientes para descubrir los misterios divinos como la Trinidad, la Encarnación, la Redención, etc., por lo cual subraya la necesidad e importancia de la Revelación divina. Se trata además de la doble naturaleza de la fe como virtud infusa y al mismo tiempo, libre adhesión de la inteligencia a Dios mismo. Finalmente se condenan los diversos errores del ateísmo, del materialismo, del panteísmo, del racionalismo y del tradicionalismo fideísta.

## Suspensión
Desde el inicio el concilio fue amenazado por dos conflictos inminentes: el franco-prusiano y el hecho de que Roma estaba rodeada por el ejército italiano para la unificación. 
El 19 de julio, un día después de la aprobación de la Pastor Aeternus se desencadenó la guerra entre Francia y Prusia. Los obispos entonces decidieron abandonar la ciudad de Roma. El 20 de septiembre la ciudad fue ocupada por las tropas de Víctor Manuel II (dado que las francesas que defendían al papa habían salido de la ciudad para participar en la guerra). Pío IX suspendió los trabajos del concilio el 20 de octubre siguiente por medio del breve Postquam Dei munere sin indicar una fecha de reinicio de los trabajos conciliares. En la práctica el concilio nunca se concluyó.